# Oraesia camaguina
Oraesia camaguina är en fjärilsart som beskrevs av Swinhoe 1918. Oraesia camaguina ingår i släktet Oraesia och familjen nattflyn. Inga underarter finns listade i Catalogue of Life.